# Natremia
Natremia ou natriemia (do latim científico natrium, sódio + '-emia', do grego αἷμα, transl. haîma, 'sangue') é a concentração plasmática de sódio ou Na+, no sangue.
O valor da concentração plasmática de sódio considerado normal situa-se entre 135 e 145 mmol/L); sua manutenção é importante para a preservação dos  processos metabólicos. A excessiva concentração de sódio no sangue é chamada hipernatremia, e a presença insuficiente desse elemento no sangue é chamada hiponatremia A medição do nível de sódio no sangue é feita mediante exame de sangue, colhido sem anticoagulantes, a fim de evitar hemólise, o que prejudicaria o resultado da medição.